# Mixotricha paradoxa
Mixotricha paradoxa é uma espécie de protozoário que vive como simbionte no intestino da térmita Mastotermes darwiniensis e, por sua vez, possui vários tipos de bactérias também simbiontes.
O nome da espécie é da autoria do biólogo australiano J.L. Sutherland (1933) significa “ser vivo paradoxal com cabelos de muitos tipos”. 

## Biologia
Tal como alguns organismos próximos, incluindo a Trichonympha, Mixotricha vive no intestino de uma espécie de térmitas e ajuda-as a digerir a celulose, uma componente principal da sua alimentação e que elas não podem digerir sozinhas, por falta dos enzimas que degradam este polissacárido. 
O nome do género pode ter sido devido ao aspecto que este flagelado mostrava ao microscópio: em vez de um par ou uma série de flagelos semelhantes, a célula parecia ter imensos apêndices, de várias formas e com movimentos pouco síncronos. Foi só ao observá-la ao microscópio electrónico que Lynn Margulis descobriu que os tais “flagelos” eram na realidade bactérias filiformes, agarradas à membrana celular. Apesar da Mixotricha possuir quatro flagelos anteriores, ela não os usa para a locomoção, mas para dirigir o movimento. Para a locomoção, existem cerca de 250 000  células de Treponema spirochetes, uma espécie de bactéria enrolada em hélice, como a que produz a sífilis.
Além destas bactérias mutualistas, Mixotricha possui ainda bactérias na forma de bastonetes, organizadas na superfície da célula, e bactérias esféricas no seu interior, que funcionam como mitocôndrias endossimbiontes, uma vez que a Mixotricha não possui estes organelos.
Esta descoberta deu maior força à teoria da endossimbiose.